# Euphranta canadensis
Euphranta canadensis
 es una especie de insecto del género Euphranta de la familia Tephritidae del orden Diptera. Se encuentra en Estados Unidos y Canadá. A veces es considerada una plaga de las bayas ("currants").
Friedrich Hermann Loew la describió científicamente por primera vez en el año 1873.